# Flûte au Paléolithique

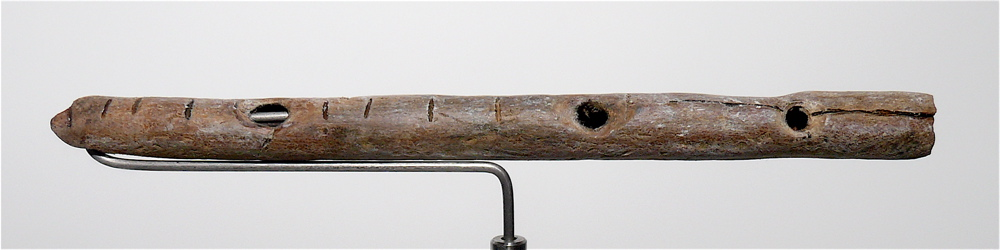
Réplique d'une flûte aurignacienne retrouvée dans la grotte de Geissenklösterle, dans le Jura Souabe.

Des flûtes  existent dès le  Paléolithique, elles font partie des plus anciens instruments de musique attestés par l'archéologie. Les premiers exemplaires connus datent du Paléolithique supérieur voire du Paléolithique moyen. Ils présentent toutes sortes de formes et de matériaux parmi lesquels figure déjà un type de flûte à bec en os.

## Découvertes
La découverte des flûtes aurignaciennes de la région du Jura souabe en Allemagne, sur les sites de Hohle Fels, Vogelherd et Geissenklösterle, ainsi que la précédente mise au jour de la série de flûtes d'Isturitz dans les Pyrénées-Atlantiques, a convaincu le monde scientifique de l'existence d'instruments de musique relativement complexes au sein des populations d'Homo sapiens.
Néanmoins, la question de la capacité musicale d'Homo neanderthalensis, soulevée à plusieurs reprises notamment à la suite de la découverte de flûtes moustériennes présumées (dont celle de Divje Babe), reste encore très controversée. L'os percé de Divje Babe, un fémur de jeune ours, ne porte aucune trace d'action anthropique mais porte par contre de multiples traces de carnivore ; des impressions de dents au dos de la « flûte » correspondent à la fermeture sur l'os de la mâchoire du carnivore responsable des perforations. Ces trous sont en tous points semblables à ceux fréquemment rencontrés dans des accumulations d'ossement d'ours des cavernes sans traces de présence humaine.

## Fonctionnement et matériaux
Le fonctionnement d’une flûte nécessite obligatoirement au moins trois éléments : un tube ou une cavité percés (résonateur), un biseau (ou arête) et un débit d’air à une certaine pression.
Sous le terme flûte peuvent donc se retrouver les instruments de type phalanges sifflantes, les instruments à encoche de type quena, les flûtes globulaires, les flûtes tubulaires à bloc, à bec, à embouchure terminale oblique avec ou sans trous de jeu, etc.. Ces instruments fonctionnent tous selon le principe de la flûte, mais ils se distinguent selon leurs caractéristiques formelles et techniques (relatives au mécanisme d’embouchure).
En organologie, on considère deux grandes catégories de flûtes :  
- à conduit d’air aménagé (bloc, bec, anche) ;
- sans conduit d’air aménagé[7].

La plupart des artefacts mis au jour sont en os longs (principalement l’ulna et le radius) d’oiseaux de type rapaces (vautour fauve, aigle) mais aussi des anatidés (oies et cygnes). Cependant, certaines flûtes ont été façonnées dans des matériaux bien plus complexes à travailler, comme l’ivoire de mammouth ou l’os de grands carnivores.

## Typologie

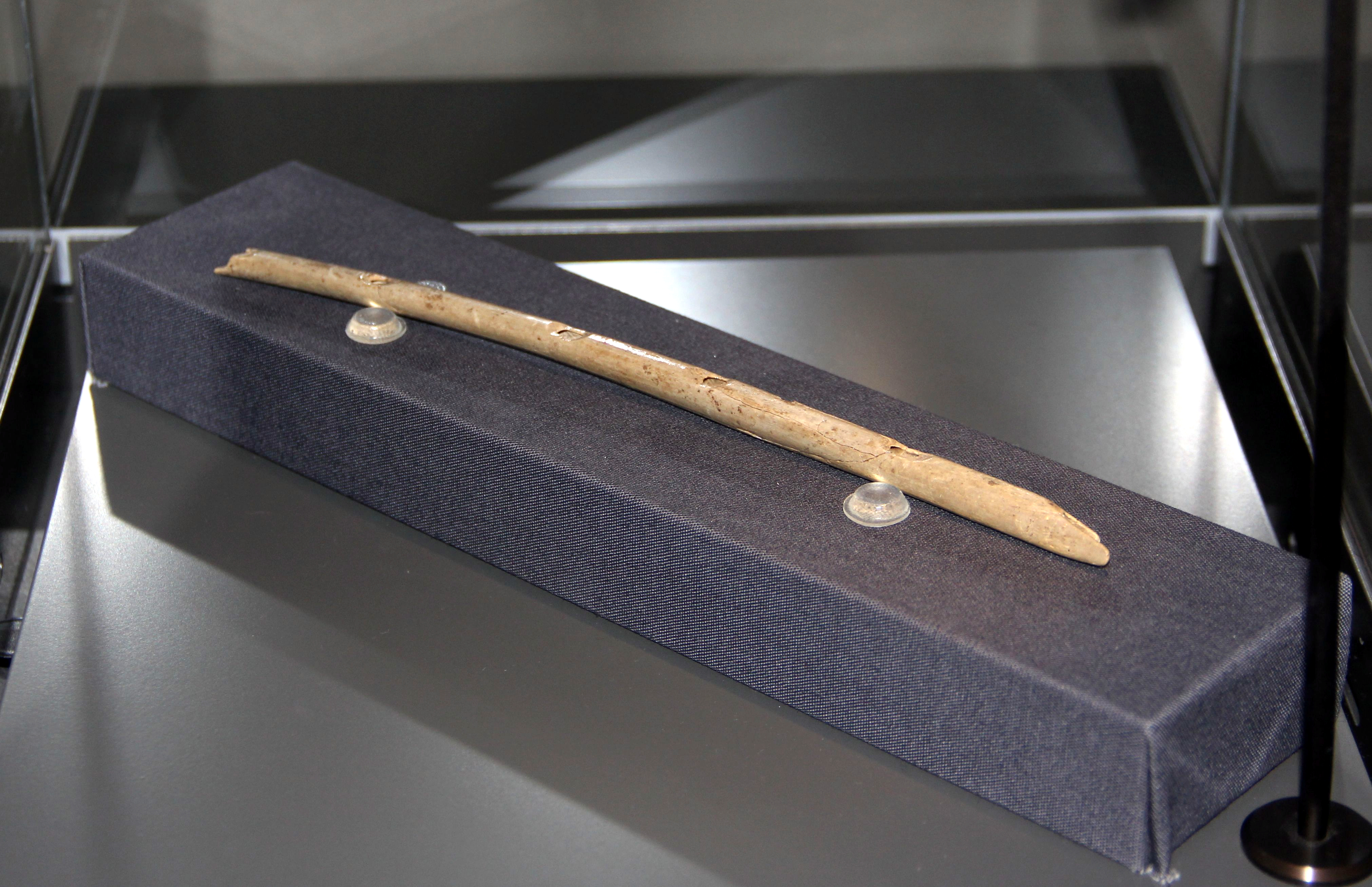
La flûte de Hohle Fels.

### Flûte tubulaire
Selon les découvertes les plus récentes, il semblerait que les flûtes les plus anciennes datent de l’Aurignacien ancien de la région du Jura Souabe en Allemagne (soit à Hohle Fels il y a environ 40 000 ans). Mais l’étonnante maturité de ces artefacts suggère l’existence encore inconnue de prototypes bien antérieurs.

#### Flûte à encoche
Il s'agit du plus ancien type de flûte retrouvés, représentée notamment par la découverte d'Hohle Fels. C’est une flûte à embouchure terminale dont l’arête est bien définie à un endroit précis du bord. Il peut s’agir d’une encoche en V ou en U de type quena taillée sur le bord de l’instrument (ce qui permet d’identifier clairement le type d'instrument), ou bien plus simplement d’une encoche résultant de la découpe de l’embouchure en oblique comme pour un shakuhachi (et cela peut alors ressembler à un reste partiel de flûte à bec). Dans certains cas, comme à Hohle Fels, l’embouchure est constituée d’une sorte de double encoche en fourche à deux dents.

#### Flûte à bloc ou à bec
Il s’agit de flûtes à conduit d’air aménagé. Dans le cas des flûtes à bec, le bloc inséré dans l’embouchure a été taillé en oblique (pour pouvoir être pincé entre les lèvres du musicien) et résulte d’une capacité technique plus complexe et plus tardive (Magdalénien). C’est dans la grotte de Goyet (Province de Namur, Belgique), qu’a été découverte la plus ancienne flûte à bloc connue .
Le bloc ne se conserve généralement pas pour des périodes aussi reculées, excepté sur le site de Dolní Věstonice (Moravie, République tchèque) qui a livré un tube dont le système de blocage en résine est encore exceptionnellement en place. La datation exacte de cet artefact du Paléolithique supérieur est malheureusement inconnue.

#### Flûte à embouchure terminale oblique
Il s’agit de tubes percés dont l’embouchure a été affinée en biseau pour permettre au souffle de se partager directement contre la paroi sans nécessiter l’usage d’un conduit d’air aménagé (bec ou bloc). Contrairement aux flûtes à encoche ou à bloc, le biseau n’est pas réservé à un endroit spécifique de l’embouchure (encoche ou fenêtre) puisque c’est le bord tout entier qui a été affiné pour permettre au souffle de se partager.
Quelques exemples de flûtes à embouchure terminale oblique sans trous ont été découverts pour la Préhistoire, notamment à Arcy-sur-Cure (Yonne) et à l'abri Gandil de Bruniquel (Tarn-et-Garonne). Dans ces deux cas, il s’agit de tubes très simples sans trous de jeu qui ne permettent une variation des hauteurs que par la pression du souffle ou la fermeture partielle de l’extrémité avec le doigt.

### Flûte globulaire
Le terme « globulaire » est utilisé par opposition aux flûtes dites tubulaires, qui se caractérisent par leur forme plus allongée. Pour les périodes préhistoriques, les instruments de ce type sont principalement les phalanges sifflantes et les coquilles de mollusques, matières non-périssables. Par extension on peut évidemment prendre en compte tout type de coque creuse et perforée d’origine animale ou végétale, puisque le principe de fonctionnement reste le même.

#### Phalange sifflante
C’est en 1860, sur le site d’Aurignac, en France, que le premier exemplaire d’une phalange de renne portant une perforation fut mis au jour. Plusieurs autres découvertes ont alors rapidement suivi, et l’hypothèse selon laquelle il s’agirait d’objets sonores a été émise. Les travaux de datation de ces phalanges sifflantes situent leur existence dès l’époque moustérienne.
La phalange sifflante fonctionne selon le principe de résonance de Helmholtz. La hauteur du son émis dépendra du volume intérieur de la phalange ainsi que du diamètre de la perforation.

#### Autres types de flûtes globulaires
Cet instrument, qui s’est décliné sous plusieurs formes et matériaux au cours des périodes archéologiques, est plus souvent connu sous le nom d'ocarina qui désigne un type de flûte globulaire spécifique plus tardif.
Les flûtes globulaires préhistoriques supposées consistent, entre autres, en de petites coquilles de mollusques trouées et capables d’émettre un son de type sifflet.